# Нассак (діамант)
Діамант Нассак (також відомий як Око Ідола) — великий, 43.38 карати (8.676 г), діамант, що був знайдений у 15 ст. в Індії, та мав вагу 89 каратів.  Знайдений у шахті Голконда в Коллурі і спочатку огранений в Індії, діамант був прикрасою храму Тримбакешвар Шиви, поблизу міста Нашик, у штаті Махараштра, Індія, принаймні з 1500 по 1817 рік. [Британська Ост-Індська компанія захопила діамант під час Третьої англо-маратхської війни і продала його британським ювелірам Rundell and Bridge у 1818 році. Rundell and Bridge переогранили діамант у 1818 році, після чого він потрапив на руків'я парадного меча першого маркіза Вестмінстерського.

Вид збоку 13a, вид зверху 13b і вид знизу 13c - креслення діаманта Нассак у тому вигляді, в якому він з'явився між огранюванням Рунделла і Бріджа та огранюванням Вінстона в 1940 році. У 1930 році американський суд постановив, що показане огранювання не є нічим іншим, як «великим діамантом, огранованим звичайним способом». Ці малюнки взяті з книги Макса Бауера «Дорогоцінне каміння» 1904 року.

Діамант «Нассак» був імпортований до Сполучених Штатів у 1927 році і вважався одним з 24 найкращих діамантів світу до 1930 року. Американський ювелір Гаррі Вінстон придбав діамант «Нассак» у 1940 році в Парижі, Франція, і переогранив його до нинішньої бездоганної смарагдової форми вагою 43,38 карата (8,676 г) . 1942 року Вінстон продав діамант нью-йоркській ювелірній фірмі. Місіс Вільям Б. Лідс з Нью-Йорка отримала камінь у 1944 році, як подарунок на шосту річницю і носила його в каблучці . Востаннє діамант «Нассак» був проданий на аукціоні в Нью-Йорку в 1970 році Едварду Дж. Хенду, 48-річному керівнику автотранспортної фірми з Грінвіча, штат Коннектикут . Наразі діамант зберігається в приватному музеї в Лівані, хоча лунають заклики до його повернення та реставрації в індійському храмі .